# 지쿠젠야마테역
지쿠젠야마테역(일본어: 筑前山手駅)은 일본 후쿠오카현 가스야군 사사구리정에 위치한 규슈 여객철도 사사구리 선(후쿠호쿠유타카 선)의 철도역이다. 단선 승강장 1면 1선의 구조를 갖춘 지상역이다.

## 역 주변
- 야마테 공민관

## 역사
- 1968년 5월 25일 : 일본국유철도가 개설. 사사구리 선 게이센 ~ 사사구리 간의 개통과 동시에 개업.
- 1987년 4월 1일 : 일본국유철도 분할 민영화에 의해, 규슈 여객철도가 승계.
- 2009년 3월 1일 : IC카드 SUGOCA의 사용을 개시.

## 역 주변
| 큐슈여객철도 사사구리 선   | 큐슈여객철도 사사구리 선 | 큐슈여객철도 사사구리 선 |
| -------------------------- | ------------------------ | ------------------------ |
| 기도난조인마에 노가타 방면 | ■ 사사구리 선            | 사사구리 하카타 방면     |